# Nicolas Dupuis
Nicolas Dupuis (Moulins, 6 gennaio 1968) è un allenatore di calcio, dirigente sportivo ed ex calciatore francese, di ruolo difensore, direttore sportivo del Fleury 91 e commissario tecnico della nazionale sudsudanese.

## Palmarès

### Allenatore

#### Competizioni nazionali
- Championnat de France amateur: 1

Yzeure: 2005-2006 (gruppo C)
- Championnat de France amateur 2: 1

Yzeure: 2003-2004